# Jane Pierce
Jane Means Appleton Pierce (ur. 12 marca 1806 w Hampton, zm. 2 grudnia 1863 w Andover) – żona 14. prezydenta Stanów Zjednoczonych Ameryki Franklina Pierce’a oraz pierwsza dama USA w latach 1853-1857.

## Życiorys
Jane Appleton urodziła się 12 marca 1806 roku w Hampton, jako córka pastora Jessego Appletona i Elizabeth Means. Miała troje rodzeństwa. Około 1824 roku poznała swojego przyszłego męża Franklina Pierce’a, którego poślubiła dziesięć lat później.
Po zawarciu małżeństwa Jane przeprowadziła się do Waszyngtonu, gdyż jej mąż pełnił rolę kongresmana. Ponieważ źle znosiła atmosferę stolicy, powróciła do domu swojej matki w Amherst. Wkrótce potem urodziła pierwszego syna, który zmarł po trzech dniach. Jane Pierce przeniosła się następnie do domu swojej siostry. W 1842 roku Franklin zawiesił karierę polityczną i powrócił do domu w Concord. Oboje skupili się na wychowaniu dwóch synów, którzy urodzili się kilka lat wcześniej. Starszy z nich, Frank, zmarł na tyfus w 1843 roku, co spowodowało głęboką depresję Jane Pierce.
W 1852 roku Franklin został kandydatem na prezydenta z ramienia Partii Demokratycznej i wygrał wybory. Na trzy miesiące przed objęciem urzędu, 6 stycznia 1853 państwo Pierce uczestniczyli w wypadku pociągu, wracając z pogrzebu krewnego. Jedyną ofiarą śmiertelną tego wypadku był ich ostatni syn, Benjamin. Utrata wszystkich trojga dzieci oraz perspektywa przeprowadzki do Waszyngtonu, pogłębiła depresję Jane i znacznie pogorszyła jej stan zdrowia. W czasie prezydentury męża, prawie wcale nie podejmowała obowiązków pierwszej damy – zastępowały ją jej ciotka, Abby Kent Means oraz żona ówczesnego sekretarza wojny Jeffersona Davisa, Varina. Nie wydawała też żadnych przyjęć i zakazała sobotnich koncertów piechoty morskiej. Po raz pierwszy pokazała się publicznie 1 stycznia 1855. W dwóch ostatnich latach prezydentury Franklina, Jane zaczęła nieco udzielać się towarzysko i organizowała nieduże przyjęcia. Włączała się także w ruch abolicjonistyczny.
Po opuszczeniu Białego Domu, Pierce’owie pojechali w dwuletnią podróż, odwiedzając m.in.: Włochy, Indie Zachodnie i Maderę. Po powrocie, zamieszkali w Concord. Stan zdrowia Jane coraz bardziej się pogarszał. Zachorowała na gruźlicę, co doprowadziło do śmierci 2 grudnia 1863 w Andover.

## Życie prywatne
Jane Appleton poślubiła Franklina Pierce’a 10 listopada 1834 roku w Amherst. Para miała trzech synów: Franklina (1836-1836), Franka Roberta (1839-1843) oraz Benjamina (1841-1853).